# Teano Scalo
Teano Scalo è una frazione italiana di 724 abitanti, che fa parte del Comune di Teano.
Il nome della frazione deriva dello scalo ferroviario, ove è presente la Stazione di Teano, inaugurata nel 1861, sulla linea Ferrovia Roma-Cassino-Napoli.
Le prime case sorte nelle vicinanze dello scalo ferroviario furono le abitazioni dei ferrovieri che vi lavorarono. In uno di questi caseggiati fu edificata, da parte dei proprietari una piccola chiesa, dove è tutt' oggi venerata la Madonna del Rosario i cui festeggiamenti ricadevano la prima domenica di ottobre per poi essere spostati, a causa delle piogge proprie del periodo, all'ultima domenica di maggio. Si trova nella zona sud del comune di Teano, da cui dista circa 2 km, la frazione sorge a 196 metri sul livello del mare. Le campagne della zona sono molto fertili dove si coltivano prevalentemente nocciole, pesche, mele, ciliegie e alberi da frutta in genere. La zona agricola è identificata per lo più dentro il perimetro della località Carrano, che per molti anziani del posto vuole significare "carro di grano" quasi a volerne evidenziare la fertilità del terreno.